# Gustav Braunmüller (Schauspieler)
Gustav Braunmüller (* 14. Juli 1811 in Lahr; † 5. August 1881 in Wien) war ein deutscher Kinderdarsteller, Theaterschauspieler, -regisseur und Komiker.

## Leben
Sowohl Vater als Mutter galten als gute Schauspieler. Der Vater war Nassauischer Hofopernsänger, ein beliebter Tenor und starb am 26. April 1818, seine Mutter, erste Heldin und Liebhaberin, ebenfalls am Nassauischen Hoftheater, verheiratete sich nach dem Tode ihres Gatten 1820 ein zweites Mal mit dem Schauspieler und damals bekannten und beliebten, dramatischen Schriftsteller Carl Theodor Rabenalt.
Braunmüller, der seine Eltern auf ihren Wanderzügen begleitete, betrat frühzeitig die Bühne. Seine erste Kinderrolle spielte er als „Otto“ in der Schuld, später den „Walter Tell“, u. a. Eigentlich waren die Eltern dagegen, dass er sich dem Theater widmete, sie konnten ihn jedoch nicht davon abbringen.
Zum ersten Mal in einer größeren Rolle trat er in Straßburg als „Viktorin“ in Die Waise und der Mörder von Ignaz Franz Castelli auf (1826). Da er sehr gefiel, erhielt er denn auch „Brackenburg“ in Egmont, den „Husch“ in Pagenstreiche und andere Rollen, in denen er reichlich Gelegenheit hatte, sein Talent zu beweisen. Von 1827 bis 1829 war er Mitglied des Innsbrucker Theaters, war dann in Laibach, Linz, Salzburg, Karlsbad etc. engagiert und spielte in der letztgenannten Stadt zum ersten Mal eine komische Rolle, indem er durch den plötzlichen Abgang eines Mitglieds gezwungen war, den „Schneider“ in Lumpaci zu übernehmen. Durch den großen Erfolg, den er hiermit erzielte, entschied er sich, auch ferner in diesem Fach seine Kunst zu zeigen. In Karlsbad wirkte er von 1835 bis 1843, nahm sodann als Oberregisseur Engagement am Lemberger Theater, wo er wieder ausschließlich im Helden- und Liebhaberfach auftrat.
1846 kam er zu Alois Pokorny ans Theater an der Wien. Dort debütierte er mit viel Glück in Er muß aufs Land, wurde jedoch nach zweijährigem, erfolgreichen Wirken von Carl Carl fürs Leopoldstädter Theater gewonnen, wo er am Ostermontag 1848 als „Advokat“ im Schauspiel Das Pasquil zum ersten Mal auftrat und gar bald eines der beliebtesten Mitglieder dieser Bühne wurde. Als Johann Nestroy die Direktion übernahm, musste Braunmüller anfangs Possenliebhaber spielen, trat aber bald in das Fach der Charakterrollen über, in welchem er ebenfalls größte Anerkennung fand.
Als Karl Treumann 1860 sein neues Theater eröffnete, trat fast die ganze Gesellschaft des Karltheaters zu ihm über, darunter auch Braunmüller. Als jedoch 1863 dieses Schauspielhaus abbrannte, übersiedelte er wieder in sein altes Künstlerasyl. Seine letzte Heldenrolle war 1864 der „Wetter von Strahl“ in Käthchen von Heilbronn. Trotz seines zunehmenden Alters blieb er unter allen wechselnden Direktionen dem Karltheater treu, dem er als eines der wackersten, pflichtgetreusten und beliebtesten Mitglieder bis zu seinem Tode angehörte.
Im März 1875 ließ es sich die Wiener Bevölkerung nicht nehmen, ihm gelegentlich seines 50-jährigen Schauspielerjubiläums unzählige Beweise der Verehrung und Anerkennung zukommen zu lassen. Ende der 1870er Jahre fing er zu kränkeln an, asthmatische Zustände untergruben nach und nach seine schier unglaubliche Konstitution, bis er am 5. August 1881 starb.
Sein Ableben wurde in ganz Wien, besonders aber in der Leopoldstadt, wo er ganz besonders populär und allen Kreisen nicht nur als Künstler, sondern auch durch sein biederes, rechtschaffenes Benehmen, wohl gelitten war, ehrlich betrauert.
Braunmüller war verheiratet mit der ihrer Zeit beliebten Lokalsängerin Louise Fränzl, die ihn auch überlebte. Ein Sohn dieser Ehe war der Kaufmann und Dialektdichter Gustav Braunmüller.